# Piazza Bellini (Naples)
La Piazza Bellini est une place située dans le centre historique de Naples, en Italie. La partie au sud est le Decumanus Maximus (qui fait également partie de la Via dei Tribunali).

## Description
Une place sur le site existait au XVIIe siècle, et un certain nombre des grands palais et bâtiments ont été construits à l'époque, notamment les palais Firrao-Bisingano, Castriota Scanderbeg, et la Principi di Conca. Au nord de la Via Costantinopoli se trouve l'Académie des Beaux-Arts. La place est également flanquée au sud de l'ancien Monastère de Sant'Antonio delle Monache a Port'Alba, aujourd'hui siège de la bibliothèque la Faculté de Lettres et Philosophie de l'Université de Naples, dans le Palazzo dei Principi di Conca.
En 1886, la place a acquis la statue (par Alfonso Bazzico) représentant le célèbre compositeur Vincenzo Bellini. En 1954, et jusqu'en 1984, les ruines souterraines des murs de l'ancienne ville grecque de Neapolis ont été découvertes et exhumées. Une partie de ces murs en ruines ont été exposées et entourées de clôtures, remplaçant la charmante piazza remplie de cafés et où auparavant il faisait bon flâner et déambuler,.

## Quelques vues

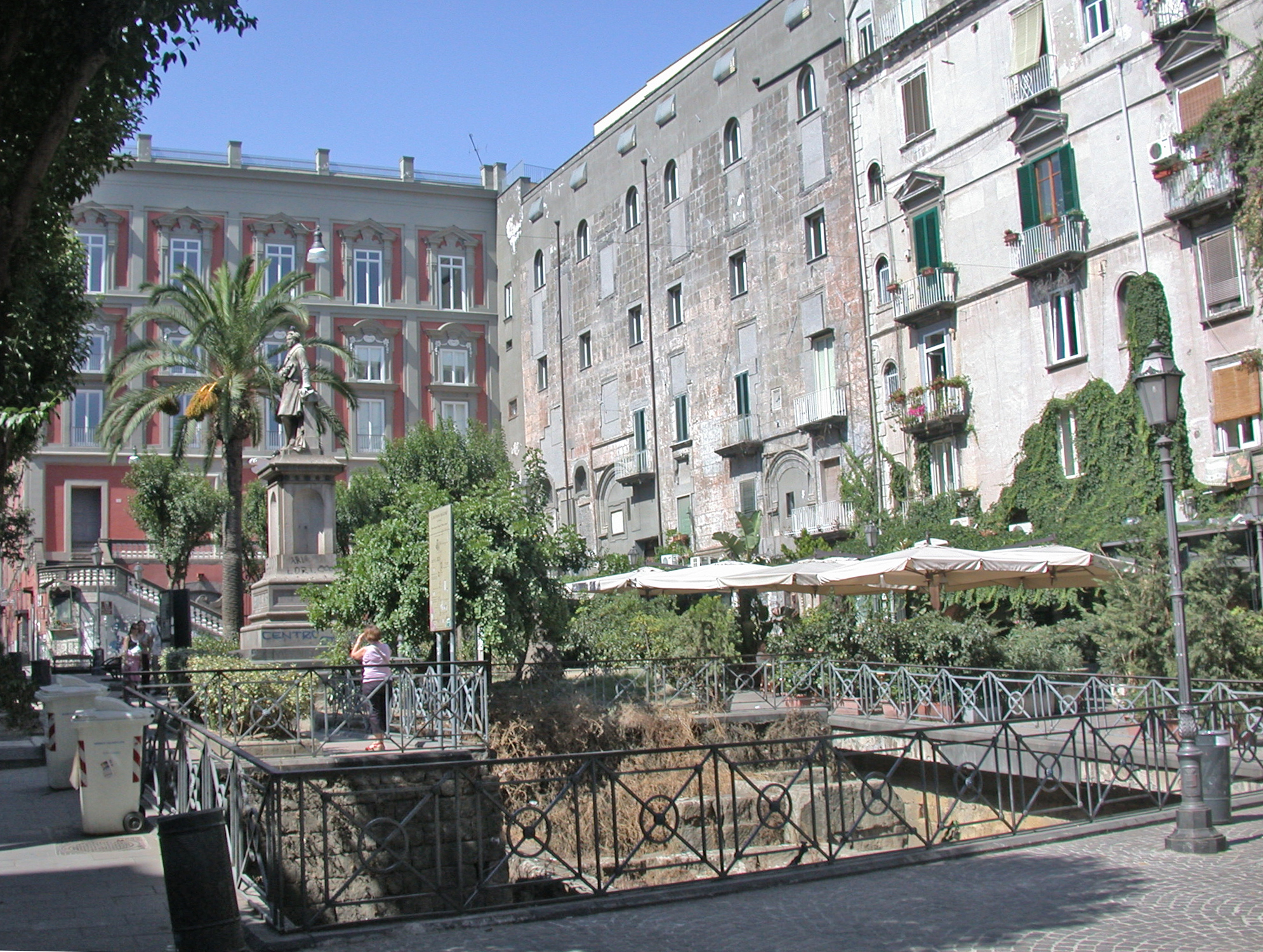
Vue générale
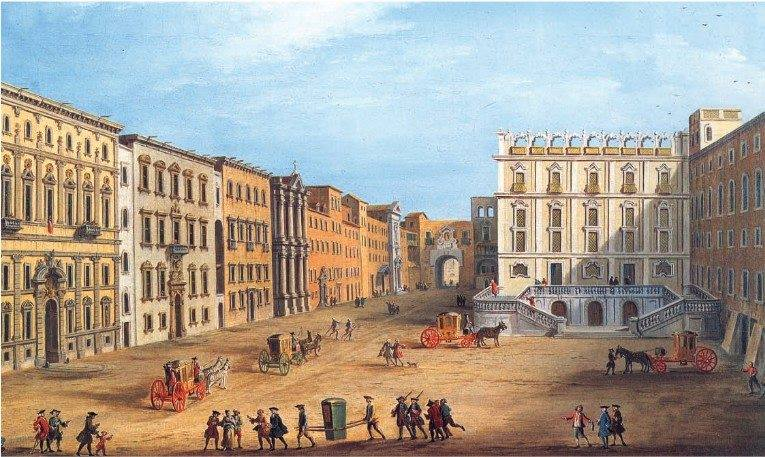
Vue de la place au XVIIIe siècle
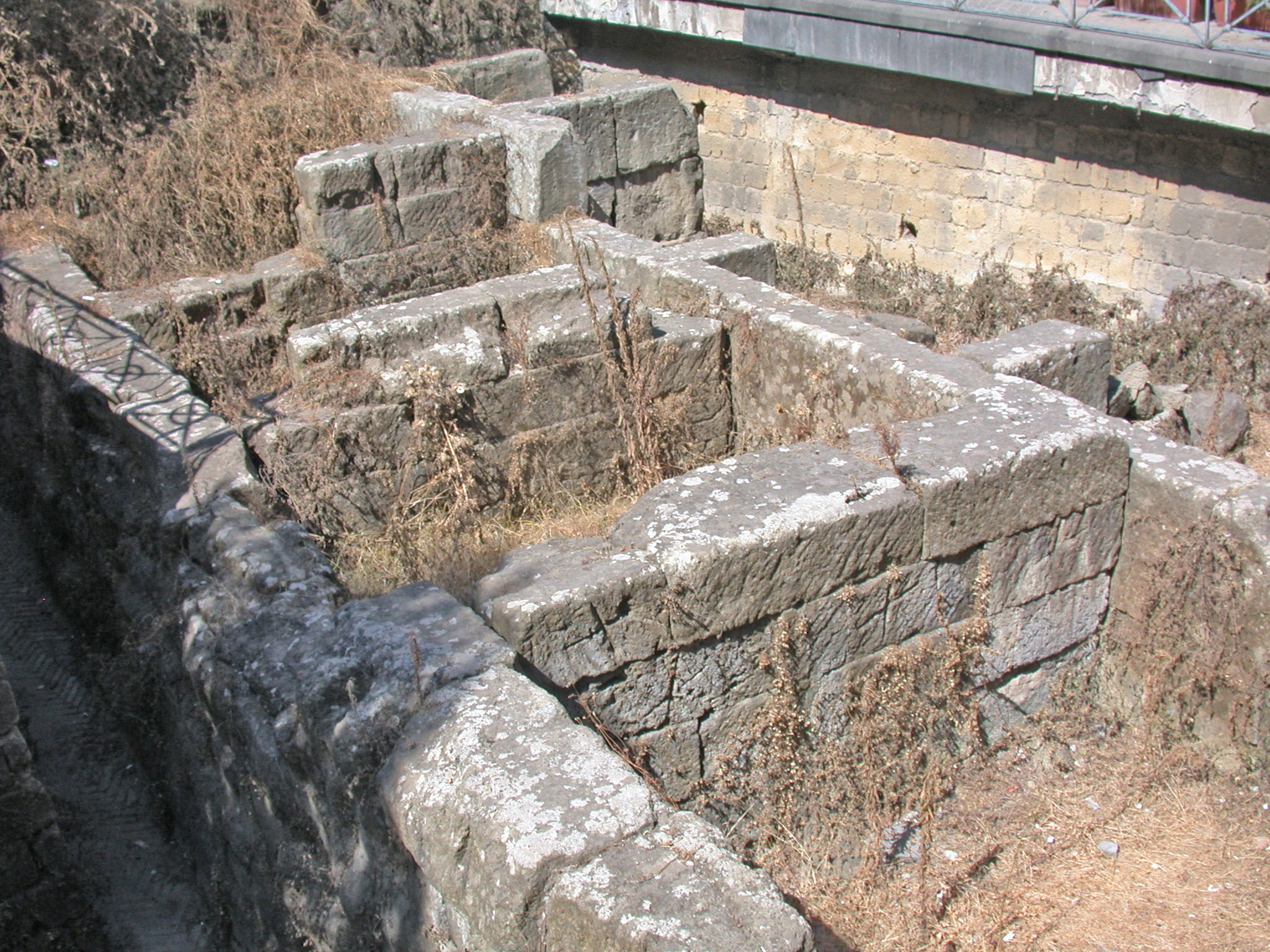
Vestiges des Murs Grecs
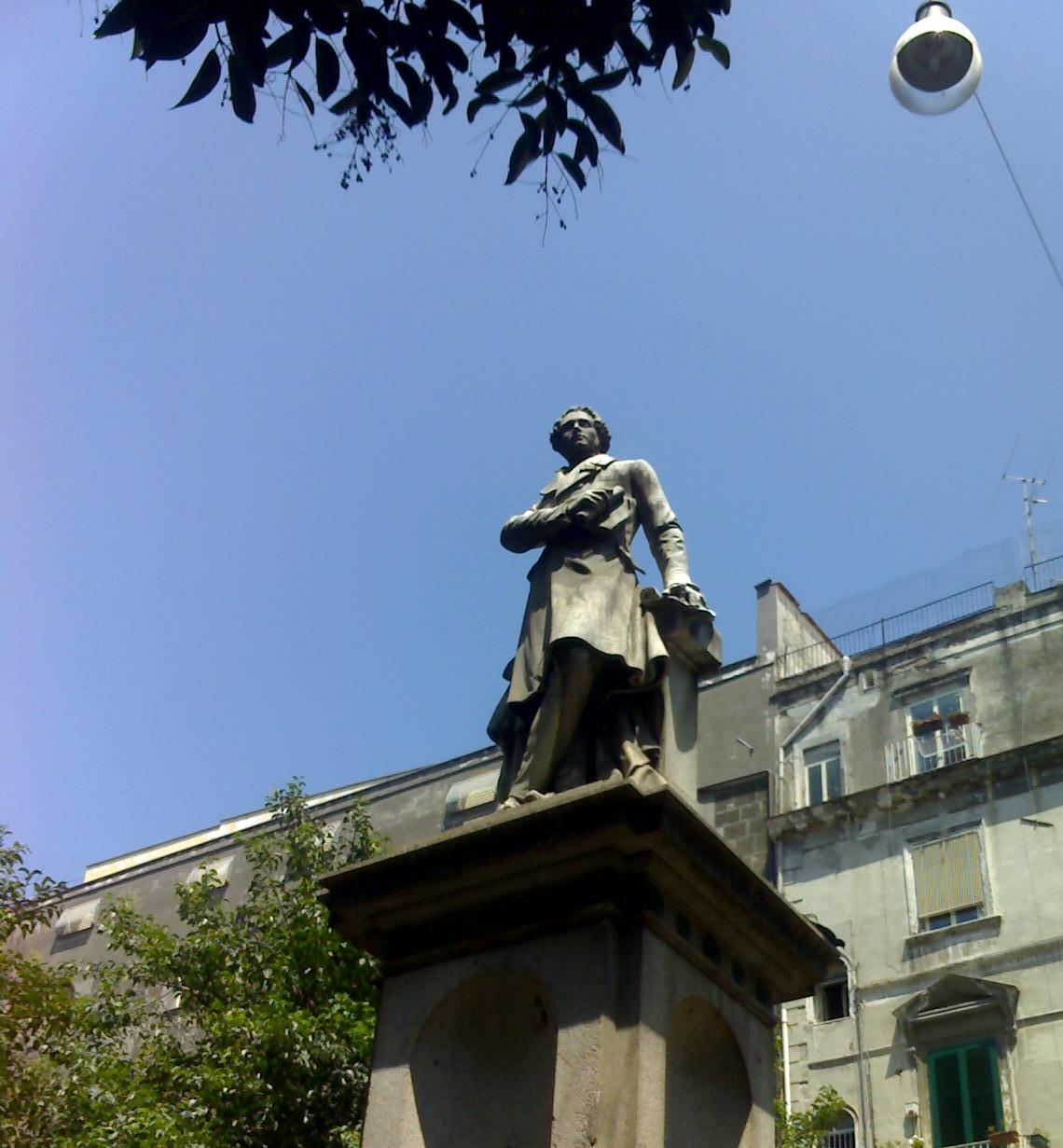
Statue du compositeur Bellini
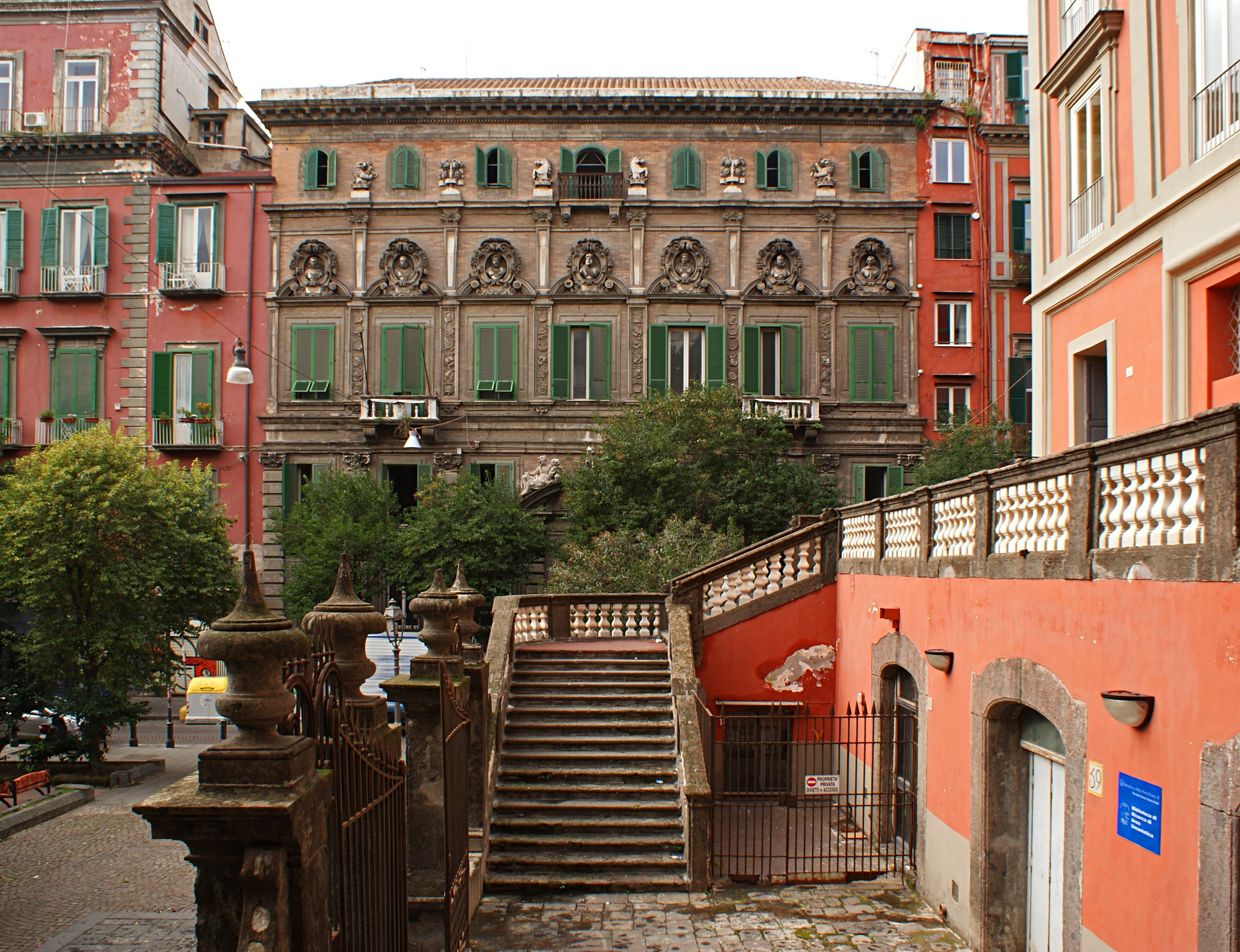
Palazzo Firrao